# Smoș, Prîlukî
Smoș (în ucraineană Смош) este localitatea de reședință a comunei Smoș din raionul Prîlukî, regiunea Cernihiv, Ucraina.

## Demografie
Componența lingvistică a localității Smoș
     Ucraineană (98,13%)
     Rusă (1,87%)
Conform recensământului din 2001, majoritatea populației localității Smoș era vorbitoare de ucraineană (98,13%), existând în minoritate și vorbitori de rusă (1,87%).